# Фридрих Вилхелм фон Зайн-Витгенщайн-Хоенщайн
Фридрих Вилхелм фон Сайн-Витгенщайн-Хоенщайн-Фалендар (на немски: Friedrich Wilhelm von Sayn-Wittgenstein in Hohenstein und Vallendar; * 20 ноември 1647; † 10 ноември 1685 във Фалендар) е граф на Зайн-Витгенщайн в Хоенщайн и Фалендар.
Той е най-малкият син на граф Йохан VIII фон Зайн-Витгенщайн-Лора-Хоенщайн (1601 – 1657) и съпругата му графиня Анна Августа фон Валдек-Вилдунген (1608 – 1658), дъщеря на граф Кристиан фон Валдек-Вилдунген (1585 – 1637) и графиня Елизабет фон Насау-Зиген (1584 – 1661).
Братята му са Лудвиг Кристиан (1629 – 1683), граф на Зайн-Витгенщайн-Хоенщайн, Георг Вилхелм (1630 – 1657), Густав (1633 – 1700), граф на Зайн-Витгенщайн-Хоенщайн в Клетенберг, Йохан Фридрих цу Зайн (1631 – 1656, умира при дуел в Кьонигсберг), и Ото цу Зайн (1639 – 1683, убит).
През 1657 г. Фридрих Вилхелм е граф във Фалендар и на 11 юни 1653 г. е граф на Сайн-Витгенщайн и Хоенщайн. Той умира на 10 ноември 1685 г. във Фалендар на 37 г.

## Фамилия
Фридрих Вилхелм се жени 1671 г. за графиня Шарлота Луиза фон Лайнинген-Дагсбург-Харденбург (* 2 октомври 1652; † 6 юни 1713), дъщеря на граф Фридрих Емих фон Лайнинген-Дагсбург-Харденбург (1621 – 1698) и съпругата му графиня Сибила фон Валдек-Вилдунген (1619 – 1678).
Те имат осем деца:
- Анна Августа Сибила (* 1672; †?)
- Христина Луиза (* 1673; † 25 февруари 1745), омъжена I. на 13 февруари 1692 г. за граф Йохан Антон фон Лайнинген-Вестербург († 2 октомври 1698), II. за Йохан Якоб Бирбрауер († 1735)
- Шарлота (* 1675; †?)
- Йохан Фридрих (* 1676; † 27 април 1718), граф на Сайн-Витгенщайн-Фалендар, женен 1699 г. за графиня Мария Анна фон Визер (* 4 февруари 1675; † 8 октомври 1759)
- Шарлота (* 1675; †?)
- Шарлота (* 1677; † 1680)
- Конкордия (* 1679; † 6 юни 1709), омъжена 1703 г. във Вайлбург за граф Август фон Зайн-Витгенщайн-Хоенщайн († 27 август 1735)
- Карл Хайнрих (* 1681; † 1708) убит в Рисел
- Шарлота (* 1682; † октомври 1710)